# ガイ・カールトン
初代ドーチェスター男爵ガイ・カールトン（英: Guy Carleton, 1st Baron Dorchester、1724年9月3日 - 1808年11月10日）は、アイルランド系イギリス人の軍人である。初代ドーチェスター男爵、バス勲章。1768年から1778年までに2度にわたってケベック植民地の知事を務め、この間と1785年から1795年にイギリス領北アメリカ総督を務めた。
カールトンはアメリカ独立戦争でイギリス軍を指揮した。まず1775年にアメリカ大陸軍がカナダに侵攻した時にケベック市を防衛し、1776年には大陸軍に反撃して植民地から追い出した。1782年と1783年にはイギリス軍北アメリカ総司令官となった。この任務にあった1783年、イギリス軍、ロイヤリストおよび数千人の解放奴隷をニューヨークから撤退させる指揮を執った。
弟のトマス・カールトンと共に軍隊と政界での経歴を上げていった。

## 初期の経歴
ガイ・カールトンは17世紀以来アイルランドに居住したプロテスタントの軍人一家に生まれ、兄弟もイギリス軍に仕えた。カールトンが14歳の時に父のクリストファー・カールトンが死に、母は再婚した。カールトンは初等教育しか受けなかった。
1742年、カールトンが17歳の時に第25歩兵連隊の少佐に任官され、1745年には中尉に昇進した。この期間に後にカナダのフランス軍を攻撃したときの指揮官ジェームズ・ウルフと友人になった。1745年のジャコバイトの反乱のカロデンの戦いでは、ウルフとともにカールトンが従軍した可能性がある。カールトンの兄弟であるウィリアムとトマスも陸軍に入った。

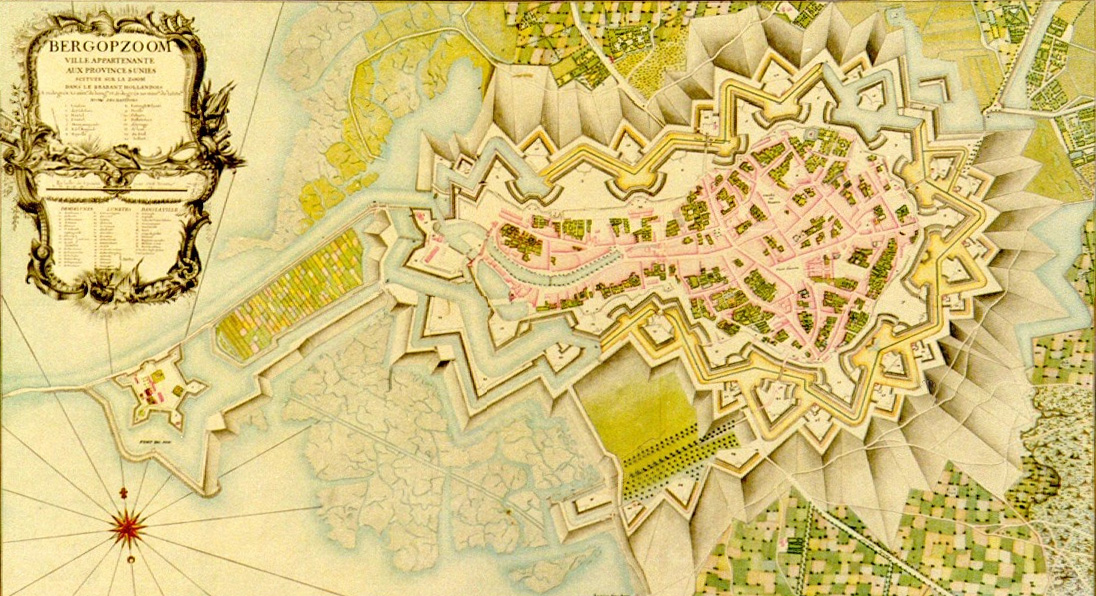
カールトンが1747年に初めて参戦したベルゲン・オプ・ズーム、カールトンの息子ジョージが後のここでの戦いで戦死することになった

1740年にヨーロッパでオーストリア継承戦争が始まった。イギリス軍は1742年からヨーロッパ大陸での戦争に入っていたが、カールトンとその連隊がフランダースに派遣されたのは1747年になってからだった。その部隊はフランス軍と戦ったが、包囲されていたオランダの重要な要塞であるベルゲン・オプ・ズーム要塞の陥落を阻止できずに、休戦によって戦争が終わった。1748年、アーヘンの和約が調印され、カールトンはイギリスに帰還した。このときカールトンは中尉のままであり、終戦によって昇進の可能性が限られたものになったと考えた。
1751年、カールトンは近衛歩兵第一連隊に加わり、1752年に大尉に昇進した。先の戦争の戦場を巡るツアーで、ウルフの提案でリッチモンド公爵のガイドに選ばれたとき、カールトンの軍歴に大きな箔が付いた。リッチモンドはその後カールトンにとって影響力ある後援者になった。その後に続く年月で、カールトンはより目覚しい速度で昇進するようになった。

## 七年戦争

### ドイツ
1757年、カールトンは中佐に昇進し、フランス軍による侵略からハノーファー王国を守るために考案されたドイツ部隊で構成される監視軍の一部で従軍した。この軍隊はハステンベックの戦い後に退却を強いられ、クローステル・ツェーヴェン協定が結ばれて戦争から身を引くことになった。協定が結ばれるとカールトンはイギリスに戻った。1758年、新設された第72歩兵連隊の中佐となった。この年、ノバスコシアのルイブール要塞攻撃ではウルフがカールトンを副官に選んだ。イギリス王ジョージ2世はこの指名を拒んだ。これはおそらくカールトンがヨーロッパで従軍しているときにハノーファーの兵士達について否定的なコメントをしていたからだった。
その後暫くは行動的な地位を得られなかったが、ドイツに再度派遣されブランズウィック公フェルディナントの副官として使えることになった。

### カナダ
1758年、このとき少将になっていたウルフ将軍はケベック市に対して差し迫った作戦の指揮を任されることになり、カールトンを主計総監に選んだ。ジョージ2世はこのときもカールトンの指名を拒んだが、リゴニアー伯爵がこのことについて国王と話をし、国王が心を変えた。カールトンはハリファックスに到着すると、擲弾兵600名の指揮を執った。1759年6月にはイギリス軍とともにケベック市に到着した。カールトンは軍隊の食糧を手当てすると共に大砲を据える場所を監督する工兵技師としても行動する責任があった。その後9月のエイブラハム平原の戦いで頭に傷を受け、戦闘後の10月にイングランドに戻った。

### フランスとハバナ
1761年3月29日、カールトンは第72歩兵連隊の中佐として、フランス海岸から10マイル (16 km) 離れたビスケー湾北部の島、ベル・イル・アン・メール攻撃に参加した。カールトンはフランス軍に対する攻撃を指揮したが重傷を負い、その後の戦闘には加われなかった。イギリス軍は4週間にわたる戦闘後にその島の残りを占領した。
カールトンは1762年に大佐となり、キューバに対するイギリス軍の遠征に参加した。この時の同僚リチャード・モントゴメリーは後の1775年にカールトンと対戦することになった。7月22日、スペインの前哨基地に対する攻撃を率いているときにまたも負傷した。
1764年、カールトンは第93歩兵連隊に転籍した。

## ケベック知事

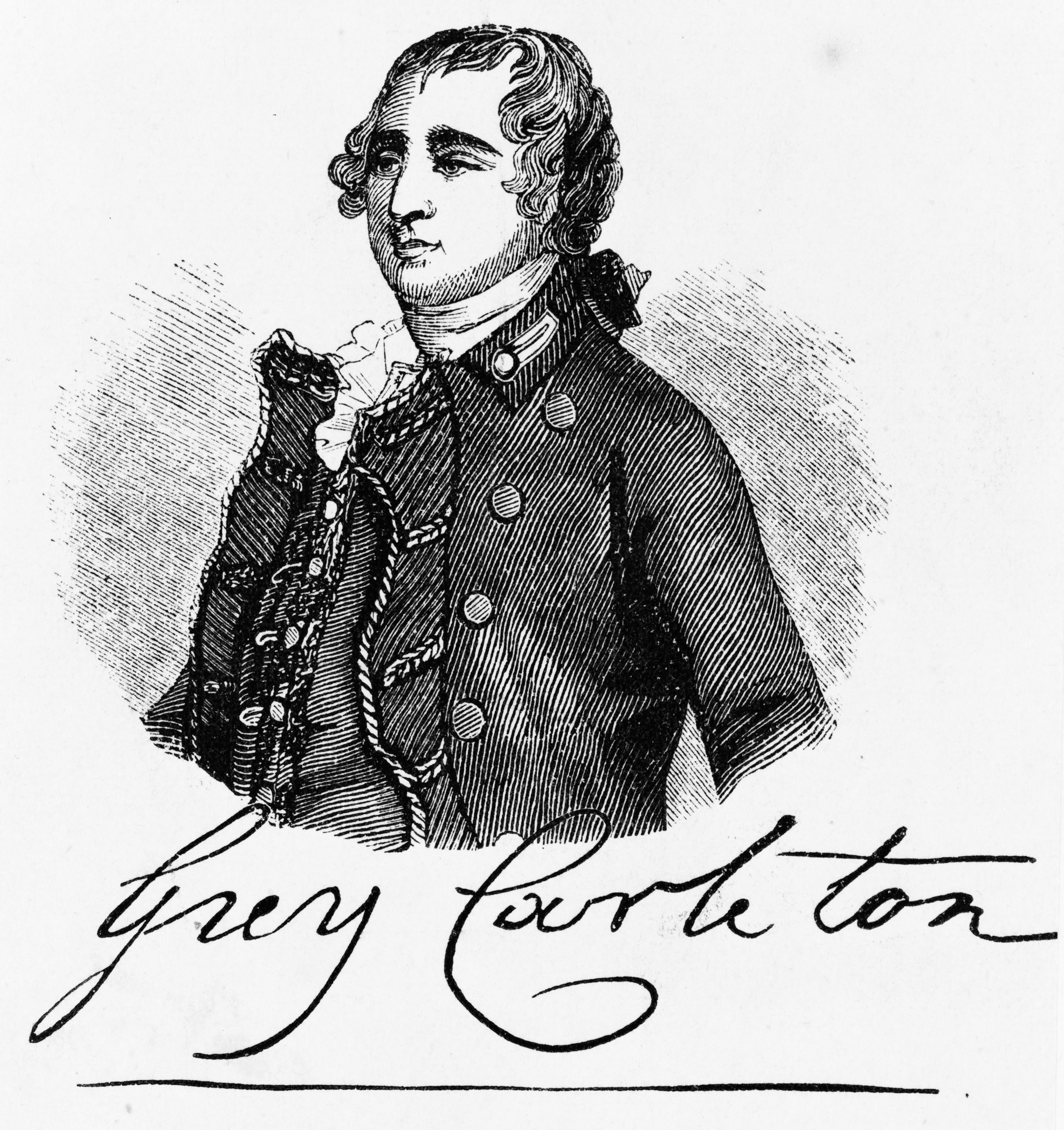
ガイ・カールトン、初代ドーチェスター男爵 木版

1766年4月17日、カールトンはケベックでジェイムズ・マレー知事の副知事代行と監督官に指名された。9月22日にケベックに到着した。カールトンは公務の経験が無く、政治的には取るに足りない家の出身だったので、その指名は説明が難しく、おそらく彼にとっても驚きだった。14年前にカールトンがガイドを務めたリッチモンド公爵が1766年に北アメリカ植民地担当の国務大臣になっていた。公爵が第72歩兵連隊の大佐であるときにカールトンはその中佐だった。カールトンはケベック駐在軍の総司令官にも指名された。
ケベックの政府は知事、委員会および議会で構成されていた。知事は委員会の行動に拒否権を発動できたが、ロンドンはカールトンに行動するときは委員会の承認を得る必要があるという指示を出していた。当時植民地の役人の大半は給与を受けて居らず、その収入は業務に対する謝礼から得ていた。カールトンは、役人が給与を受け取る制度に置き換えようとしたが、その提案は決してロンドンの支持を得られなかった。カールトンが自分の謝礼を放棄したとき、マレーは激怒した。
マレーが知事職を辞した後、カールトンは1768年4月12日に総司令官と知事に指名され、11月1日に就任した。1770年8月9日、数ヶ月のつもりでイングランドに旅立った。この留守中には副知事のヘクター・セオフィラス・ド・クラマヘが植民地を統治した。
カールトンは1772年5月22日に、第2代エッフィンガム伯爵トマス・ハワードの娘、彼よりも29歳若いマリア・ハワードと結婚した。3日後の25日に少将に昇進した。ケベック植民地の統治法を決めた1774年のケベック法はカールトンの推薦に基づいていた。カールトンは1774年9月18日にケベックに帰り着き、この法の規定の執行を始めた。牧師と封建領主はこの法の規定が彼等に有利だったので満足していたが、イギリス人商人達や13植民地から移ってきた者達は、非民主的でカトリック擁護と考えた多くの規定に不満だった。多くの住民は十分の一税を復活させる規定や勤労奉仕のような封建時代の義務に不満を抱いた。
1774年遅く、アメリカ植民地で招集された第一次大陸会議が、モントリオールの住人に宛てて手紙を送り、ケベック法について、非民主的であり、カトリック教徒に公的役職を持たせることでカトリックに有利に進めようとしており、十分の一税を復活させているという非難を伝えた。ボストンの通信委員会の代理人ジョン・ブラウンが1775年初期にモントリオールに到着した。これは1775年5月に招集を予定されている第二次大陸会議にケベックからも代議員を派遣するよう説得しようとしたものだった。カールトンはこの動きに気付いていながらそれを妨げようとはせず、植民地唯一の新聞に大陸会議の手紙を掲載しないようにしただけだった。

## アメリカ独立戦争

### カナダの防衛

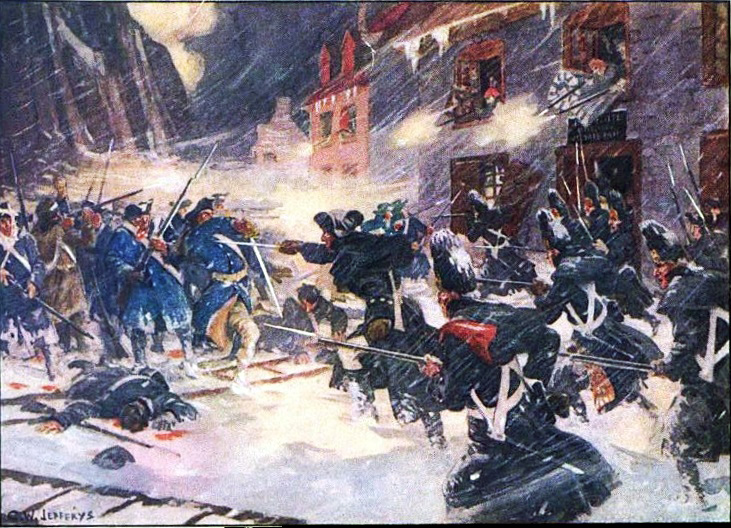
ケベックの戦いで大陸軍に反撃するカナダ人とイギリス兵の部隊

カールトンは1775年5月に反乱が始まったという報せを受け取り、その後間もなく反乱軍にタイコンデロガ砦とクラウンポイント砦が奪われ、サンジャン砦が襲撃を受けたと知らされた。それ以前にボストンに配下の2個連隊を派遣しており、ケベックには約800名の正規兵しか残っていなかった。民兵隊を起ち上げようとしたが当初はうまく行かず、フランス系住民もイギリス系住民も進んで加わろうとはしなかった。地域のインディアン部族はイギリス側で戦うことに乗り気であり、ロンドンは彼等を戦わせようとしたが、カールトンはインディアンが非戦闘員を攻撃することを恐れたのでその申し出を飲まなかった。
カールトンは植民地の防衛準備を指示し、1775年の夏はサンジャン砦を固めさせた。9月、大陸軍がその侵攻を開始し、サンジャン砦を包囲した。砦が11月に陥落すると、カールトンはモントリオールからケベック市への逃亡を余儀なくされ、民間人に身を窶して何とか捕獲を免れた。
1775年12月、カールトンはケベックの戦いとそれに続く包囲戦で市の防衛軍を指揮した。大陸軍による包囲は、1776年5月に副司令官に指名されたアラン・マクリーン指揮下の援軍が到着することで破られた。カールトンはトロワ・リビエールの戦いで大陸軍の攻撃を跳ね返すなど、大陸軍に対する反撃を始めた。6月、カールトンはバス勲章（ナイト）を与えられた。翌月、リシュリュー川でイギリス海軍部隊を指揮し、その延長で10月にはシャンプレーン湖のバルカー島沖で、ベネディクト・アーノルド将軍が指揮する戦隊と戦った（バルカー島の戦い）。この戦いではイギリス戦隊が優勢であり、大陸軍の艦船大半を破壊するか捕獲するという大勝利だったが、それまでに時間を取りすぎていたことで、その年にタイコンデロガ砦を再占領するところまで行き着かなかった。この作戦時に弟のトマス・カールトンと甥のクリストファー・カールトンも参謀として従軍していた。

### 独立戦争の後半
1777年7月1日、カールトンは知事職辞任を願い出たが、ロンドンは後任が到着するまでその地位に留まることを求めた。1778年6月に後任のフレデリック・ハルディマンドが到着した。カールトンはアイルランドのシャールモント知事に指名されていたのでイングランドに向かった。ハルディマンドの最初の仕事はセントローレンス川に浮かぶバック島を要塞化し、カールトン島と改名させることだった。
1781年10月にヨークタウンの戦いでチャールズ・コーンウォリスが投降した後の1782年2月22日、カールトンは北アメリカ軍総司令官に指名され、5月6日にニューヨーク市に到着し、ヘンリー・クリントン将軍の跡を継いだ。国王の言に拠れば、カールトンはイギリス軍兵士に尊敬されており、議会からは正直な男という評判があったので選ばれたということである。

### ニューヨーク市の明け渡し
1782年8月、カールトンはイギリスがアメリカの独立を認める用意があることを知らされた。カールトンはその任務からの解放を求めた。この報せを効いた13植民地のロイヤリストが大挙して脱出して来るようになった。カールトンは彼等がアメリカ合衆国の外で再定着できるよう最善の努力を払った。独立戦争の間にイギリスのために従軍することと引き換えに解放を約束されていた奴隷達に関して、カールトンはその高潔な行動が正当なものであるという賛同を得たことはなかった。パリ条約で取り決められた条件の実行手配のためにジョージ・ワシントン将軍と会見したとき、当時カールトンが指揮するイギリス軍が占領し、ロイヤリストや奴隷が多くいたニューヨーク市の明け渡しについては、明け渡し時に人的資源をアメリカに引き渡すことを拒んだ。その代わりに登記簿に則り、「イギリスの宣言と約束で解放された奴隷についてはその所有者に賠償する」ことを提案した。
カールトンは以前の政策あるいは国の名誉に一貫しているいかなる条項も変えられないことを指摘した。また黒人について求償できるのは裁判で奴隷も所有者も納得した場合のみとすることを付け加えた。黒人の自由についてイギリスの政策を守らないことは信念の放棄であると述べ、彼等を除外することが条約不履行であるというならば、イギリス政府によってその賠償が行われることになると宣言した。そのような不測の事態に備えるために、故国を離れる黒人全てにその名前、年齢、職業および元主人の名前を登録させた。アメリカ側はこれに同意したが、出来る限り賠償は支払われないように決められた。明け渡しに加わった奴隷達の幾らかは後にノバスコシアからシエラレオネのフリータウンに送られた。ワシントンはカールトンの行動に満足してはおらず、彼に宛てて「このやり方は条約に書かれていることやその精神から全く異なっているが、特殊な点はさておき、この決定を我々の尊敬すべき主権者に委ね、貴方に関して同意に至る用意があることを表明するのが私の義務と考える。すなわち今後ともアメリカ国民の黒人など財産を貴方が持ち出さないようにする適切な手段を採ることである」と記した。
1783年11月28日、ニューヨーク市明け渡しが行われ、カールトンはイングランドに戻った。
ストラッチャーのジョン・キャンベルがカールトンの跡を継いで北アメリカ総司令官になった。
カールトン語録：アメリカを離れたいと思うあらゆる男、女、子供が安全にイギリスの地を踏むまでは、任務を全うする。

## 戦後
カールトンはイギリス領北アメリカの全ての植民地に総督職を創設することを提案した。その代わりにカールトンが総督に指名され、ケベック知事、ニューブランズウィック知事、ノバスコシア知事およびプリンス・エドワード・アイランド知事にも指名された。1786年10月23日にケベックに到着した。その総督としての地位はほとんど無視された。ケベック以外の植民地におけるその権限は、彼が自らそこへ行った時のみ有効だった。
カールトンは1786年8月に、ドーチェスター卿、オックスフォードシャーのドーチェスター男爵として貴族に列せられた。
1791年の構成法によってケベック植民地はアッパー・カナダとローワー・カナダに分割された。アルアード・クラーク卿がローワー・カナダの副知事に、ジョン・グレイブス・シムコーがアッパー・カナダの副知事に指名された。1791年8月、カールトンはイギリスに戻り、1792年2月7日に貴族院議員となった。1793年8月18日には再びカナダに向かった。
カールトンの後任であるロバート・プレスコットが1796年5月に到着した。7月9日、カールトンはカナダからイギリスに向かい、その後カナダに戻ることは無かった。
カールトンは引退してハンプシャーのネイトリー・スカーズに隣接するグレイウェルヒルに住んだ。1805年頃にバークシャーのメイドンヘッドに近いバーチェッツ・グリーンにあるスタビングスハウスに移転した。1808年11月10日、カールトンがスタビングスハウスで突然亡くなった。ネイトリー・スカーズのセントスウィサンズにある教区教会墓地に埋葬された。

## 遺産
- HMCSカールトン、オタワにあるカナダ軍海軍予備役師団
- カールトン大学、オタワ
- ドーチェスター・ブールバード、モントリオールの大通り、モントリオール中心街にはドーチェスター広場もある
- ドーチェスター通り、ケベック市の大通り
- ニューブランズウィック州カールトン郡
- ノバスコシア州ガイズボロ郡
- カールトンの生地ストラバンにあるガイズレストランはカールトンに因んで名付けられた。このレストランは以前カールトン・クラブと呼ばれていた。
- ロード・ドーチェスター高校、オンタリオ州ドーチェスター
- ガイ・カールトン卿中等学校、オタワ
- カールトン島、ロイアル・ミリタリー・カレッジに近い。オンタリオ知事ジョン・グレイブス・シムコーが1792年にジェームズ・ウルフ将軍に因んでウルフ島を命名した。その周りの島はウルフ配下の将軍達、ハウ、カールトン、アマーストおよびゲージ（現在はシムコー）の名前が付けられている。